# Boeing B-29 Superfortress
Boeing B-29 Superfortress là máy bay ném bom hạng nặng, 4 động cơ cánh quạt của Không lực Lục quân Hoa Kỳ (tiền thân của Không quân Hoa Kỳ), được sử dụng chủ yếu trong Chiến tranh thế giới lần thứ hai. Sau chiến tranh, quân đội một số nước thân cận Hoa Kỳ cũng được trang bị máy bay này. Tên gọi "Superfortress" (Siêu pháo đài) được cải biến từ tên của tiền nhiệm nổi tiếng, B-17 Flying Fortress (Pháo đài bay).
B-29 (Boeing 345) (những kiểu trước đó không được chấp nhận) là một trong những máy bay lớn nhất tham gia Chiến tranh thế giới thứ hai. Nó là máy bay ném bom hiện đại nhất thời đó với buồng lái có điều áp, hệ thống điều khiển vũ khí tập trung và các ụ súng máy điều khiển từ xa. Máy bay được thiết kế để ném bom ban ngày ở độ cao lớn nhưng thực tế được huy động nhiều hơn cho các nhiệm vụ ném bom cháy ban đêm ở tầm thấp. B-29 là máy bay chủ lực thực thi chiến dịch ném bom tàn phá Nhật Bản trong những tháng cuối Chiến tranh thế giới thứ hai và đây cũng là loại máy bay dùng để ném bom nguyên tử xuống Hiroshima và Nagasaki. Chi phí thiết kế và sản xuất của dự án B-29 lên tới 3 tỷ đô la (tương đương với 49 tỷ đô la ngày nay),  vượt xa chi phí 1.9 tỷ đô la của Dự án Manhattan, làm cho chương trình B-29 trở thành chương trình đắt đỏ nhất trong suốt thời kỳ chiến tranh. Không như nhiều máy bay ném bom khác, B-29 tiếp tục phục vụ khá lâu sau khi chiến tranh chấm dứt, một số được sử dụng làm trạm phát truyền hình di động cho hệ thống Stratovision. Cho đến khi ngừng sử dụng vào những năm 1960, có khoảng 3.900 máy bay B-29 được xuất xưởng.
Khung máy bay tiếp tục được phát triển sau này thành chiếc B-50 Superfortress của Không quân Mỹ, và Liên Xô cũng phát triển một bản sao là chiếc Tupolev Tu-4, sao chép kỹ thuật từ những chiếc B-29 tịch thu được. B-29 là tiền thân của một loạt máy bay ném bom, vận tải, cung cấp nhiên liệu, do thám, và máy bay huấn luyện do Boeing sản xuất. Ví dụ, phiên bản nâng cấp động cơ của B-50 Superfortress, tên là Lucky Lady II, đã trở thành chiếc máy bay đầu tiên bay vòng quanh thế giới mà không cần dừng lại, trong một chuyến bay kéo dài 94 giờ vào năm 1949. Máy bay vận tải Boeing C-97 Stratofreighter, được đưa vào hoạt động lần đầu vào năm 1944, sau đó vào năm 1947 đã có phiên bản dân dụng là Model 377 Stratocruiser. Sự phát triển từ máy bay ném bom sang máy bay dân dụng này tương tự như quá trình phát triển từ B-17 sang Model 307. Vào năm 1948, Boeing giới thiệu máy bay tiếp nhiên liệu KB-29, và sau đó vào năm 1950 là phiên bản KC-97 phát triển từ Model 377. Một dòng máy bay chở hàng siêu trọng của Stratocruiser là Guppy/Mini Guppy/Super Guppy, vẫn còn hoạt động với NASA và các đơn vị khác. Liên Xô đã sản xuất 847 chiếc Tupolev Tu-4, một phiên bản không được cấp phép và tái chế từ B-29. Hiện còn 20 chiếc B-29 đang được trưng bày cố định, nhưng chỉ có hai chiếc, FIFI và Doc, vẫn còn hoạt động.

## Liên kết ngoài

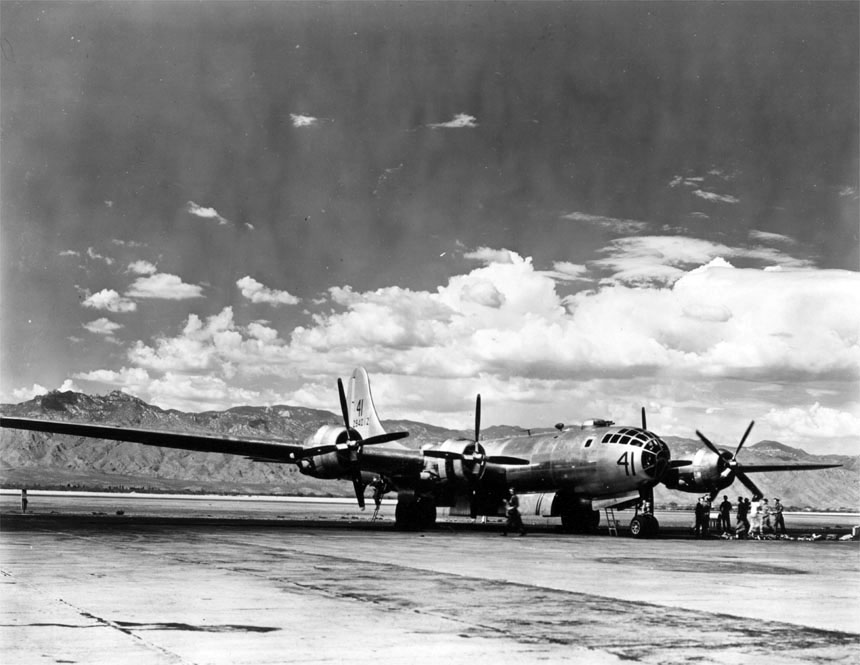
Chiều dài 141 ft của sải cánh chiếc Boeing B-29 Superfortress đặt căn cứ tại Davis-Monthan Field được minh họa sống động tương phản với đỉnh dãy núi Santa Catalina phủ mây trắng

## Lịch sử

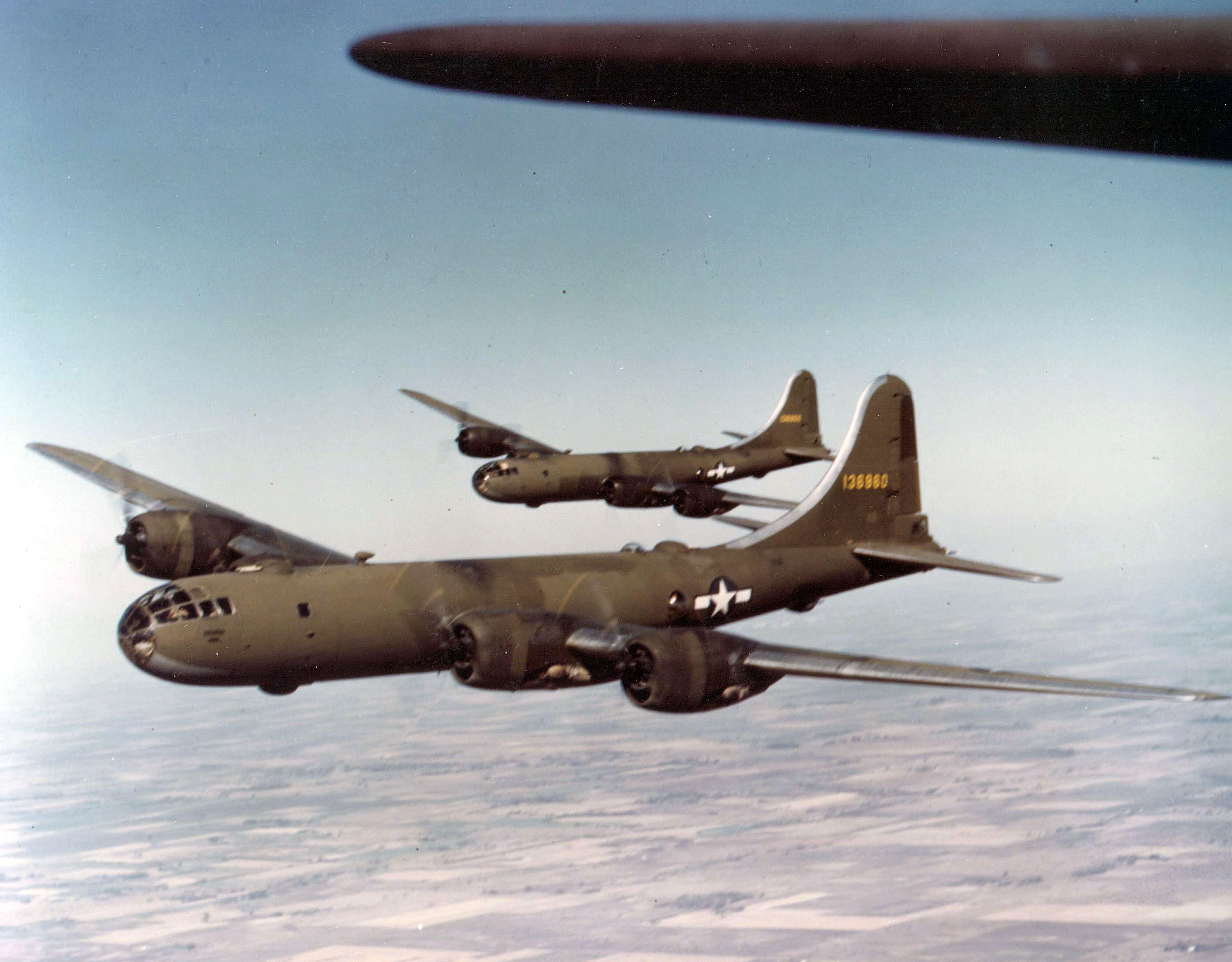
Một ảnh màu của YB-29

Vào khoảng năm 1938, tướng Henry H. 'Hap' Arnold, chỉ huy Không lực Lục quân Hoa Kỳ, ngày càng lo ngại về khả năng xảy ra chiến tranh tại châu Âu và Thái Bình Dương. Với hy vọng sẽ được chuẩn bị dài hạn những nhu cầu của Không lực, Arnold thành lập một ủy ban đặc biệt do Chuẩn tướng W. G. Kilner đứng đầu; và một trong các thành viên của ủy ban là phi công kỳ cựu Charles Lindbergh. Sau một chuyến đi thăm các căn cứ của Không quân Đức, Lindbergh bị thuyết phục rằng không quân của Đức quốc xã đã vượt trội hơn tất cả các nước châu Âu khác. Trong một báo cáo năm 1939, ủy ban này đã đưa ra một số đề nghị, bao gồm việc phát triển một kiểu máy bay ném bom hạng nặng mới.
Khi chiến tranh bùng nổ tại châu Âu, Arnold yêu cầu những nghiên cứu thiết kế được tiến hành tại nhiều công ty khác nhau về một kiểu máy bay ném bom tầm rất xa có khả năng bay 5.000 dặm (8.000 km). Những động lực thúc đẩy Arnold tiến hành các nghiên cứu này một phần là do sự lo ngại rằng Anh sẽ thất thủ trước Đức quốc xã. Như vậy, Không lực sẽ không có một chiếc máy bay ném bom nào có thể bay khứ hồi từ Bờ Đông nước Mỹ đến châu Âu để tấn công các mục tiêu trên lục địa châu Âu. Đề nghị trên được đưa ra ngày 2 tháng 12 năm 1939, dưới tên gọi, R-40B, và nó khá phù hợp với những nghiên cứu mà Boeing đang thực hiện lúc đó.
Vào tháng 1 năm 1940, chiếc máy bay ném bom B-17 vừa mới được đưa vào sử dụng, còn chiếc máy bay hơi nhỉnh hơn Consolidated B-24 còn phải mất hơn một năm nữa. Vào lúc này, Không Lực đưa ra yêu cầu về một kiểm máy bay ném bom lớn hơn nhiều, có tầm bay có thể hoạt động được trên Thái Bình Dương sẽ phục vụ trong cuộc chiến không thể tránh khỏi với Đế quốc Nhật Bản. Bốn công ty đưa ra các nghiên cứu thiết kế là Boeing XB-29, Lockheed XB-30, Douglas XB-31, và Consolidated XB-32. Douglas và Lockheed nhanh chóng rút lui, một phần vì Boeing đã bỏ họ khá xa trong quá trình thiết kế. Đến tháng 9 năm 1940, Boeing và Consolidated nhận được các hợp đồng phát triển cho các kiểu XB-29 và XB-32.
Đầu năm 1940, Không lực Hoa Kỳ phân tích tính năng của các kiểu máy bay ném bom sử dụng tại Mặt trận châu Âu của Thế Chiến II chống lại Không quân Đức, và đưa ra kết luận rằng để cho chiếc B-29 có thể thành công, nó cần được nâng cấp các trang bị tự vệ. Không lực đã yêu cầu bổ sung thùng nhiên liệu tự hàn kín, thêm nhiều súng máy và nâng cấp lên cỡ nòng lớn hơn. Boeing đã tích hợp mọi thứ này trong phiên bản thiết kế lại Kiểu 341, và đưa ra cho Không lực Mỹ dưới tên Kiểu 345, mà sau này sẽ là XB-29.
Sự phối hợp của những công việc lớn lao về thiết kế và kinh nghiệm đối với những kiểu máy bay ném bom cỡ lớn rất có ích cho Boeing. Ngay trước khi chiếc nguyên mẫu bay lần đầu tiên vào tháng 9 năm 1942, Không lực đã đặt một đơn hàng lớn 1500 chiếc B-29 do bị ấn tượng bởi mô hình kích thước thật hoàn tất vào đầu năm 1941. Một chiếc máy bay ném bom tầm xa đang là một nhu cầu cấp thiết, nên việc thử nghiệm hoạt động thực tế được thực hiện rộng rãi tiếp nối việc sản xuất. Chiếc B-29 đầu tiên lăn bánh ra khỏi dây chuyền lắp ráp chỉ hai tháng sau cuộc thử nghiệm hoạt động đầu tiên. Trong vòng chưa đầy một năm, chiếc B-29 được sản xuất hằng loạt số lượng lớn.
Vào lúc nó được chế tạo, B-29 là chiếc máy bay to lớn, gần gấp đôi kiểu máy bay ném bom nặng nhất đang hoạt động. Tầm hoạt động rất xa đạt được là do sử dụng cánh gắn giữa với tỉ lệ dài-rộng cao. Để làm giảm tốc độ hạ cánh cao nguy hiểm, B-29 được gắn cánh tà kiểu Fowler khá lớn. Nó có ba khoang dành cho đội bay được điều áp riêng biệt: trước mũi, gần đuôi dành cho các xạ thủ, và một ngăn riêng biệt cho xạ thủ súng đuôi.
Thay vì gắn tháp súng cồng kềnh vận hành theo kiểu truyền thống, Boeing sử dụng các tháp súng kiểu điều khiển từ xa nhỏ hơn được nối mạng với nhau với một máy tính kỹ thuật tương tự để bù trừ các yếu tố như nhiệt độ gió và đầu đạn tiêu hao. Hệ thống này rất khó phát triển, nhưng nó được chứng minh là rất có hiệu quả.

## Thiết kế và phát triển

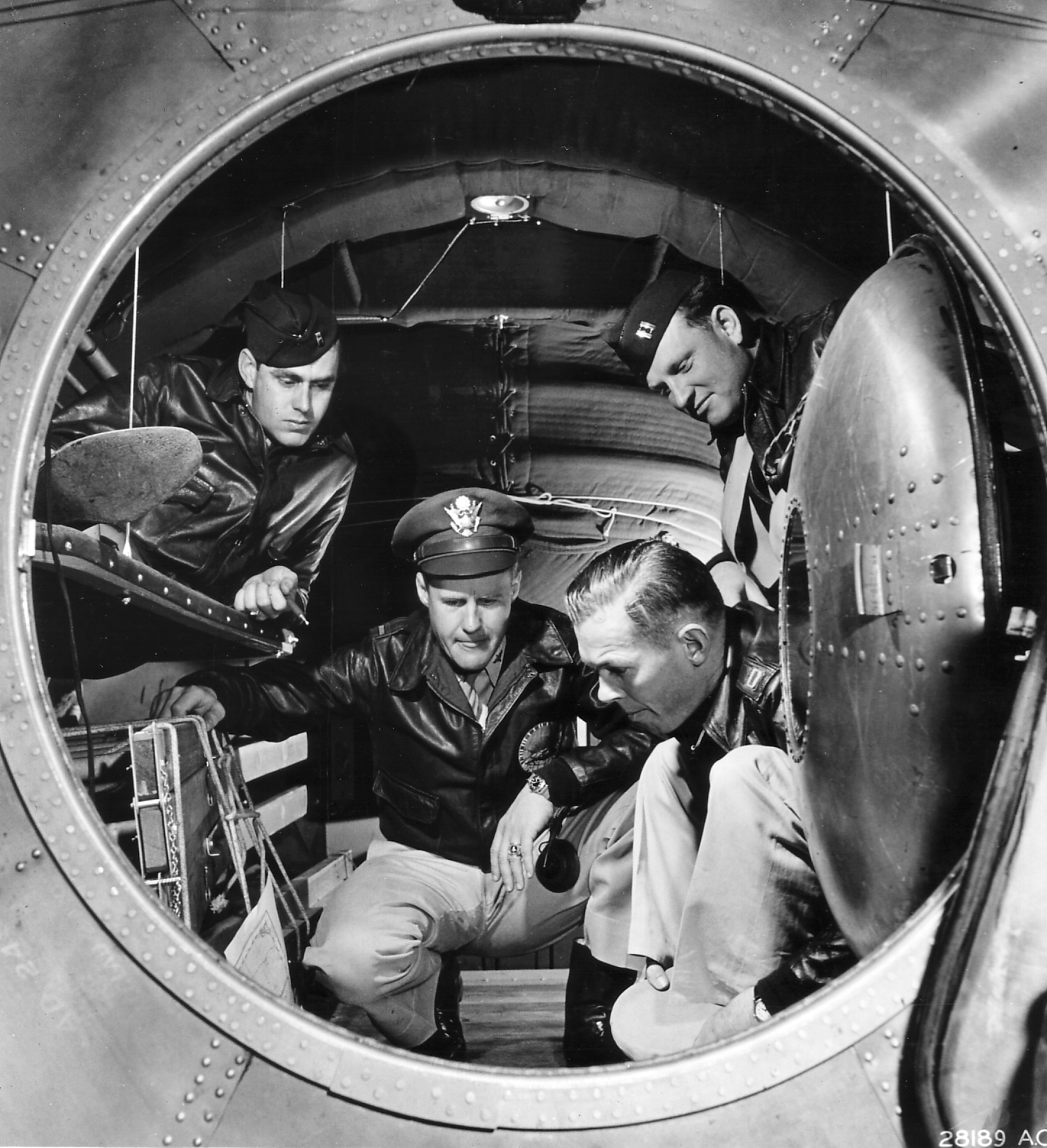
Bên trong chiếc B-29 Superfortress, tháng 6 năm 1944. Buồng áp lực phía sau máy bay, trang bị 4 giường nghỉ cho đội bay có cơ hội nghỉ ngơi trong các phi vụ kéo dài.

Sản xuất chiếc B-29 là một công việc phức tạp; bao gồm 4 dây chuyền lắp ráp chính: hai của Boeing tại Renton, Washington và Wichita, Kansas, một xưởng của Bell tại Marietta, Georgia ("Bell-Atlanta"), và xưởng của Martin tại Omaha, Nebraska ("Martin-Omaha"). Hằng ngàn nhà thầu phụ tham gia vào kế hoạch. Vì thiết kế rất tiên tiến, những yêu cầu mang tính thách đố, áp lực sản xuất nặng nề, việc phát triển chịu nhiều sự cố. Ngày 18 tháng 2 năm 1943 chiếc nguyên mẫu thứ hai bị rơi trong khi thử nghiệm do cháy động cơ lan rộng ra cánh, khiến 10 nhân viên phi hành thiệt mạng cộng thêm 20 người trên mặt đất của nhà máy đồ hộp Frye nằm ở phía bắc sân bay Boeing. Những thay đổi trong sản xuất nhiều đến mức vào đầu năm 1944, B-29 ra khỏi dây chuyền sản xuất sẽ bay trực tiếp đến kho cải tiến nơi nó sẽ được tích hợp những thay đổi mới nhất. Kiểu 'trận chiến Kansas' này (một chương trình cải tiến loại trừ lỗi nhằm có đủ máy bay trang bị cho 4 phi đoàn vào ngày 1 tháng 1 năm 1944) suýt nhận chìm cả chương trình, nếu như không có sự can thiệp trực tiếp của tướng Hap Arnold. Mất thêm gần cả năm trước khi chiếc máy bay có thể hoạt động được với đủ độ tin cậy.
Nguyên nhân thường gặp nhất của những tai nạn thê thảm và vấn đề bảo trì nhức đầu là của động cơ. Cho dù sau này động cơ Wright R-3350 trở thành cỗ máy tin cậy của những máy bay cánh quạt lớn, những kiểu mẫu đầu tiên của nó đầy dẫy những vấn đề nguy hiểm về độ tin cậy, phần lớn là do áp lực phải đưa B-29 vào hoạt động càng sớm càng tốt. Nó có một tỉ lệ động lực/khối lượng rất tốt, nhưng phải trả giá bằng độ tin cậy kém. Tệ hơn, vỏ nắp động cơ do Boeing thiết kế lại quá hẹp (với mong muốn cải thiện tính năng khí động học), và nắp thường xuyên bị rung động trong gần suốt chuyến bay. 18 xy lanh bố trí thành vòng tròn hai hàng trước và sau rất sít sao, trở nên quá nóng do không đủ không khí làm mát, khiến các van xả trở nên vô hiệu.
Những điểm yếu này phối hợp lại làm động cơ thường xuyên quá nóng ở tải trọng chiến đấu, nhất là khi lấy độ cao sau khi cất cánh. Van xả không đóng kín làm thất thoát hỗn hợp khí nhiên liệu khi đốt cháy, hoạt động như đèn hàn đốt các trục van, dẫn đến cháy động cơ nếu không được dập lửa kịp lúc. Vỏ sau của động cơ được chế tạo từ hợp kim magnesium thường dễ bắt lửa, bốc cháy và lan sang toàn bộ cánh trong vòng 90 giây, là nguyên nhân của các tai nạn thê thảm.
Vấn đề này không được giải quyết triệt để cho đến lúc máy bay được gắn động cơ hoàn toàn mới Pratt & Whitney R-4360 'Wasp Major' trên phiên bản cải tiến B-29D (B-50), vốn quá trễ để phục vụ trong Thế Chiến II. Các biện pháp tạm thời bao gồm gắn những bọc nhỏ trên cánh quạt nhằm tăng luồng khí mát thổi qua động cơ và những vách ngăn hướng luồng khí trực tiếp đến các van xả. Lượng dầu máy bơm đến các van cũng được gia tăng, và chống rò rỉ dầu động cơ. Việc bảo trì được tăng cường, kiểm soát trước bay nhằm phát hiện van hỏng, thay 5 xy lanh đầu tiên sau 25 giờ bay và thay cho toàn bộ động cơ sau 75 giờ.
Các phi công kinh nghiệm thường mô tả chuyến bay sau khi cất cánh là nỗ lực tối đa nhằm đạt tốc độ, trong khi thông thường là ưu tiên lấy độ cao. Động cơ bố trí thành vòng tròn cần có luồng không khí làm mát, và việc không tăng nhanh được tốc độ càng sớm càng tốt sẽ làm hỏng động cơ và nguy cơ cháy.
Trong chiến tranh, B-29 có khả năng bay cao đến 40.000 ft ở tốc độ bay thực đến 350 mph. Đây là biện pháp phòng thủ tốt nhất, vì máy bay tiêm kích thời ấy hiếm khi bay cao đến đó, và ít chiếc có thể theo kịp nếu nó ở sẵn đó và chờ đợi. Chỉ có những pháo phòng không hạng nặng mới bắn tới và vì Phe Trục không có những ngòi nổ tiếp cận, việc bắn trúng máy bay gần như là không thể. Đội bay được hưởng ưu điểm của khoang lái điều áp toàn bộ, lần đầu tiên áp dụng cho máy bay ném bom. Khoang lái và mũi máy bay được điều áp, nhưng những nhà thiết kế phải đối mặt quyết định có nên điều áp khoang chứa bom, sẽ phải làm giảm áp khi ném bom. Giải pháp là giữ khoang bom không điều áp, và thiết kế một đường hầm ngang qua 2 khoang chứa bom. Đường hầm nối 2 khu vực được điều áp trước và sau máy bay, và cũng được điều áp, giúp đội bay di chuyển giữa 2 khu vực.

### Điều khiển bay

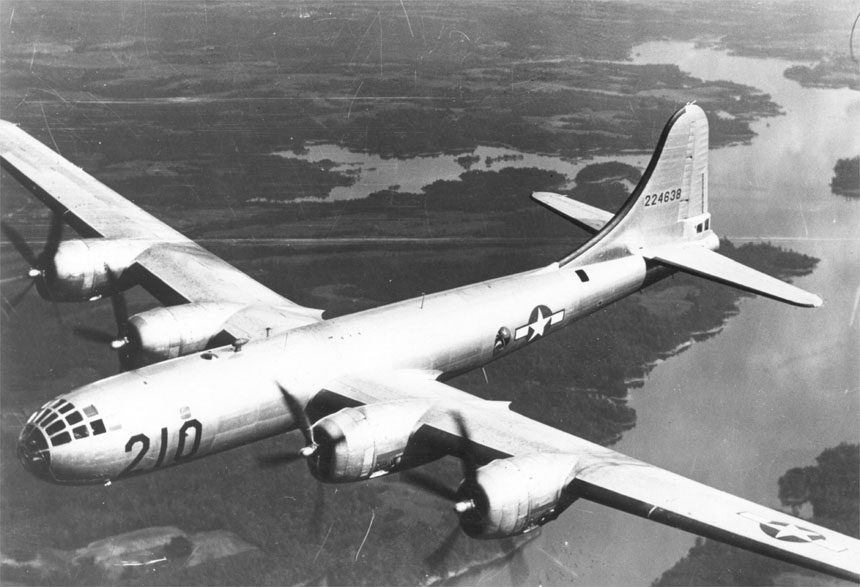
Một chiếc Superfortress quay về sau một phi vụ huấn luyện

Khi bay, phi công ra các lệnh về thông số của động cơ và góc cánh (gần giống như thuyền trưởng ra các lệnh đến buồng máy tàu), thay vì trực tiếp đẩy cần ga và bật các điều khiển cánh. Một cải tiến khác nữa là các tính toán đội bay phải thực hiện trước và trong chuyến bay. Trước B-29, các quy trình bay chỉ đưa ra ước lượng gần đúng các thông số, và phi công phải dựa trên bản năng và kinh nghiệm để thao tác. Quy trình bay của B-29 cung cấp các bảng biểu để tính toán tốc độ cất cánh và hạ cánh dựa trên trọng lượng, cao độ và nhiệt độ. Tìm ra được các thông số động cơ tối ưu khi bay đường trường cần tham khảo cao độ, nhiệt độ bên ngoài, trọng lượng máy bay và tốc độ bay thực. Thông số động cơ phải được tính lại sau mỗi 2 giờ hay mỗi khi thay đổi độ cao. Kiểu tính toán này trở nên thông thường đối với hàng không dân dụng và quân sự ngày nay, nhưng là một sáng tạo rất đột phá vào thời kỳ 1944. Lợi ích nó mang lại cho việc tăng tầm bay và tính năng bay hoàn toàn không thể chối cãi được.
Đa số phi công thấy kiểu máy bay B-29 này khá dễ chịu, tuy nhiên những cần điều khiển của nó không được trợ lực nên rất nặng, đòi hỏi người khá khỏe để vận hành (Higham 1975). Cho dù nó có thể bay chỉ với 2 động cơ khi ở trên không, máy bay bị ảnh hưởng do động cơ bị quá nóng khi bay cách đó; nhiều chiếc B-29 bị rơi tại Saipan sau khi hỏng 1 động cơ lúc cất cánh với tối đa tải trọng.

### Bản sao của Xô Viết
Biết được sự hiện hữu của một chương trình B-29 bí mật thông qua những tiết lộ của Đại úy Eddie Rickenbacker trong chuyến thăm chính thức đến Nga năm 1943, Liên Xô khởi sự một chiến dịch do thám rộng rãi nhằm tìm thông tin về thiết kế mới này. Sau đó 3 chiếc Superfortress sau những phi vụ trên đất Nhật bị hư hại trong chiến đấu, và bị bắt buộc phải hạ cánh khẩn cấp trên lãnh thổ Xô Viết. Chúng cung cấp những kiểu mẫu cần thiết cho một vụ sao chép kỹ thuật, giúp một bước nhảy vượt về chất lượng trong thiết kế hàng không của Nga. Đến năm 1947, Liên Xô khởi sự có chiếc Tupolev Tu-4 ném bom và chiếc Tupolev Tu-70 vận tải là bản sao của chiếc B-29.

## Lịch sử hoạt động

### Thế chiến thứ hai

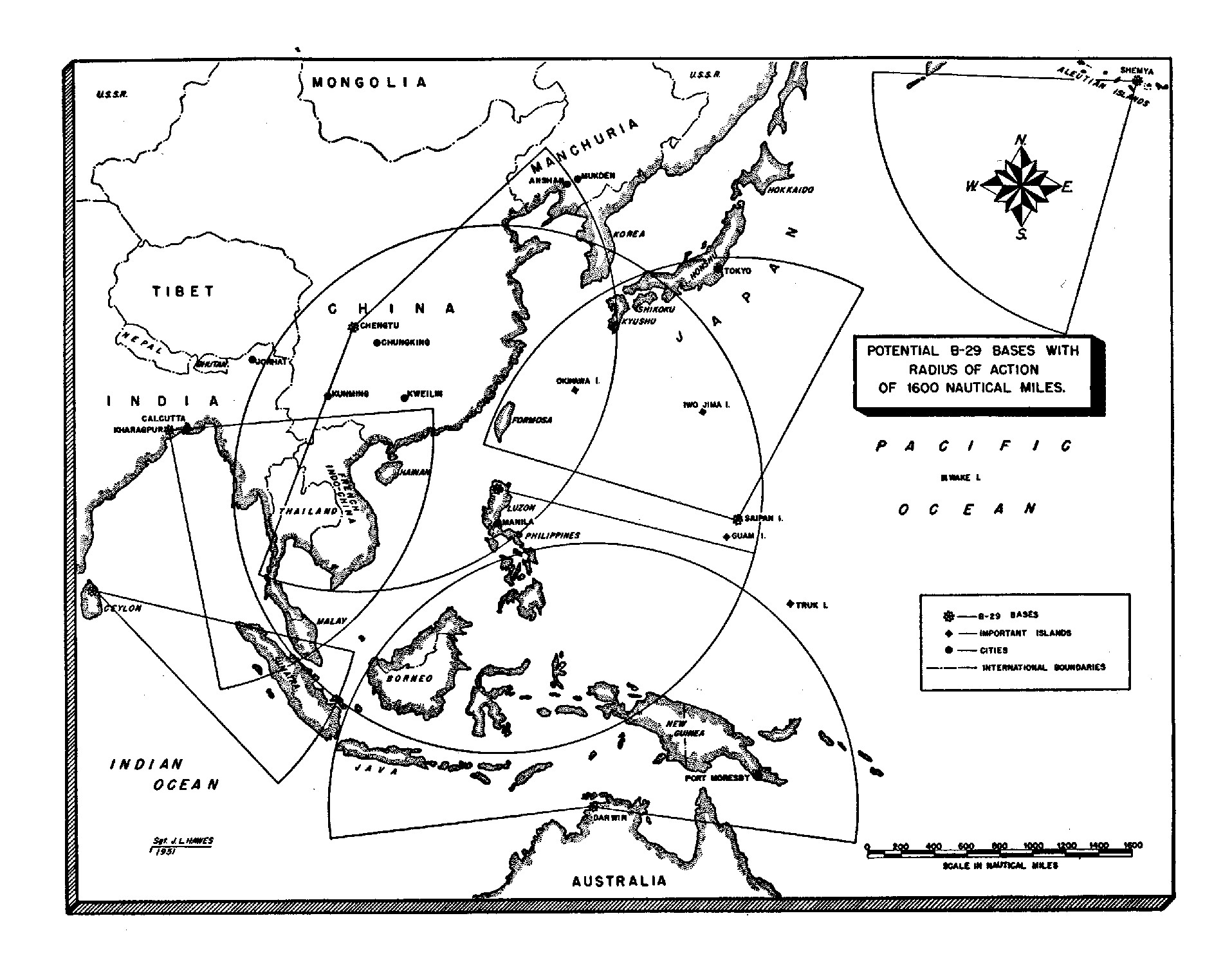
Vùng hoạt động của các căn cứ B-29

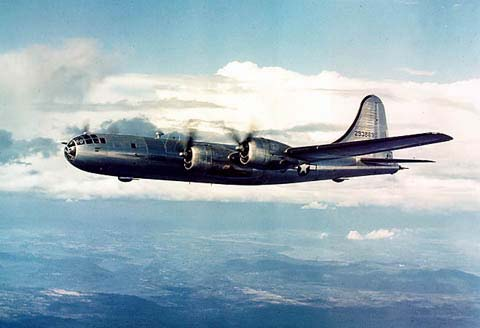
Máy bay Boeing B-29 Superfortress

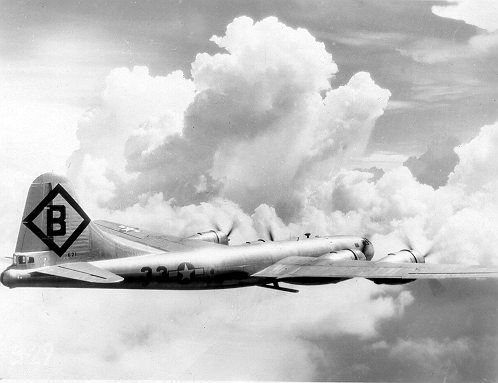
B-29 của Đội Không quân ném bom 16 trong Thế chiến thứ hai năm 1944

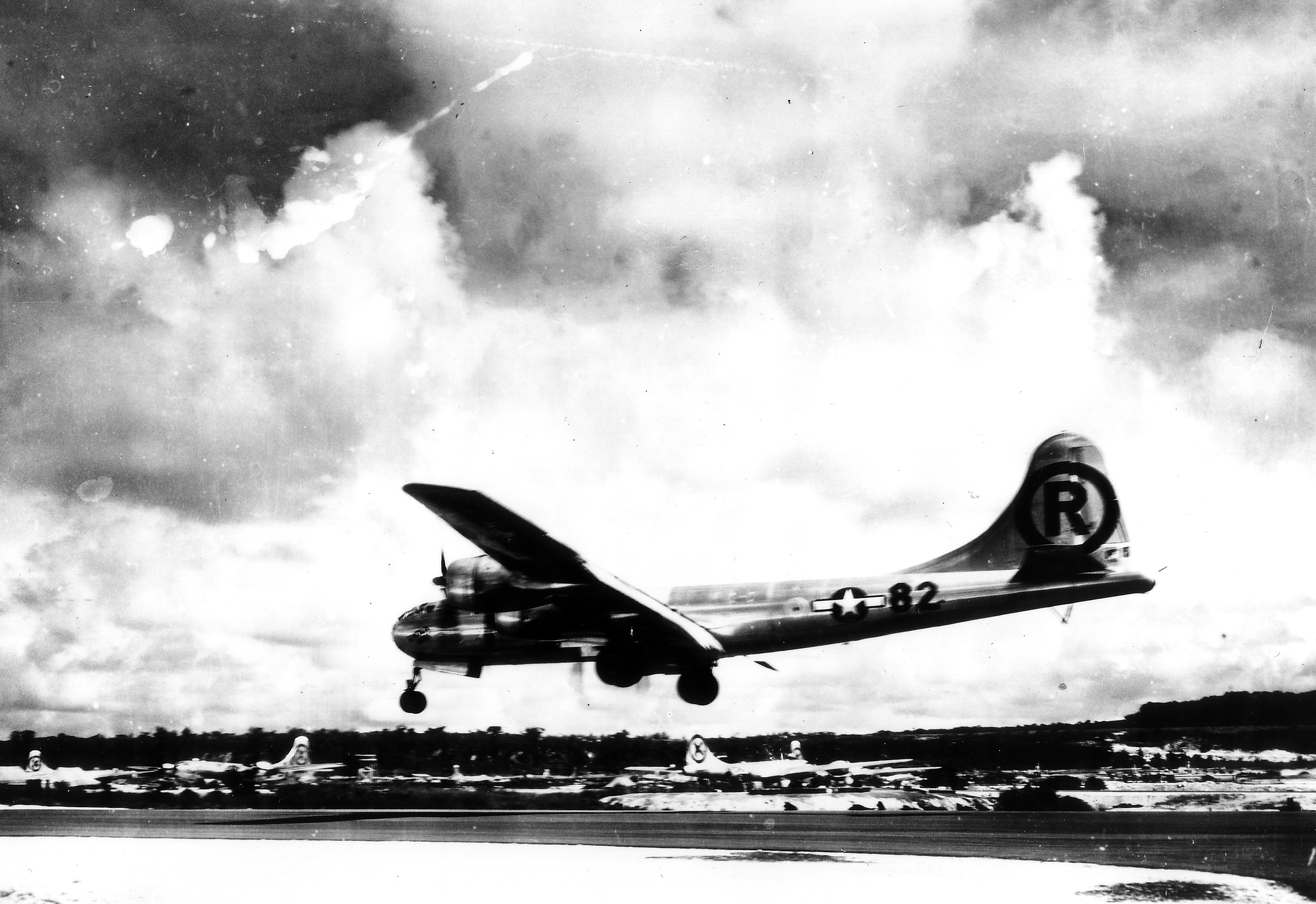
Enola Gay, một phiên bản Silverplate của máy bay Boeing B-29 Superfortress hạ cánh sau khi thả Little Boy lên Hiroshima

Vào tháng 9 năm 1941, kế hoạch của United States Army Air Forces cho chiến tranh chống lại Đức và Nhật Bản đề xuất đặt căn cứ B-29 ở Ai Cập để tiến hành các hoạt động chống lại Đức, vì các căn cứ không quân của Anh có khả năng bị quá tải. Kế hoạch của Không quân trong suốt năm 1942 và đầu năm 1943 tiếp tục đặt B-29 đến Đức đầu tiên, chuyển sang Thái Bình Dương chỉ sau khi kết thúc chiến tranh tại châu Âu. Đến cuối năm 1943, kế hoạch đã thay đổi, một phần do sự chậm trễ trong sản xuất, và B-29 đã được dành riêng cho Vùng Chiến thuật Thái Bình Dương. Một kế hoạch mới được thực hiện theo chỉ đạo của Tổng thống Franklin D. Roosevelt như một lời hứa đối với Trung Quốc, được gọi là Operation Matterhorn, triển khai các đơn vị B-29 tấn công Nhật Bản từ bốn căn cứ tiến về ở miền nam Quảng Tây, Trung Quốc, với năm căn cứ chính ở Ấn Độ, và tấn công các mục tiêu khác trong khu vực từ Trung Quốc và Ấn Độ khi cần thiết. Khu vực Chengdu cuối cùng đã được chọn thay vì khu vực Quý Lâm để tránh phải nâng cao, trang bị và huấn luyện 50 sư đoàn Trung Quốc để bảo vệ các căn cứ tiến từ cuộc tấn công của binh đoàn đất Nhật. Ban chỉ huy Binh đoàn Bom XX, ban đầu dự định là hai tiểu đoàn chiến đấu với bốn nhóm mỗi nhóm, đã bị giảm xuống chỉ còn một tiểu đoàn với bốn nhóm do thiếu máy bay, làm giảm hiệu quả của bất kỳ cuộc tấn công nào từ Trung Quốc.
Đây là một kế hoạch vô cùng tốn kém, vì không có kết nối đường bộ giữa Ấn Độ và Trung Quốc, và tất cả các nguồn cung cấp phải được vận chuyển qua đường hàng không qua dãy Himalaya, bằng máy bay vận tải hoặc chính các máy bay B-29, trong đó một số máy bay được loại bỏ giáp và súng để chở nhiên liệu. Các máy bay B-29 bắt đầu đến Ấn Độ vào đầu tháng 4 năm 1944. Chuyến bay đầu tiên của máy bay B-29 tới các căn cứ ở Trung Quốc (qua dãy Himalaya, hay "The Hump") diễn ra vào ngày 24 tháng 4 năm 1944. Cuộc tấn công chiến đấu đầu tiên của máy bay B-29 được thực hiện vào ngày 5 tháng 6 năm 1944, với 77 trong số 98 chiếc B-29 được phóng từ Ấn Độ tấn công các cửa hàng đường sắt ở Bangkok và nơi khác ở Thái Lan. Năm chiếc B-29 đã bị mất trong cuộc chiến, không có một chiếc nào do hỏa lực thù địch gây ra.

#### Căn cứ tiến về ở Trung Quốc
Vào ngày 5 tháng 6 năm 1944, các máy bay B-29 đã tấn công Bangkok, được báo cáo là một cuộc thử nghiệm trước khi triển khai tới các đảo quốc Nhật Bản. Các nguồn thông tin không cho biết chúng được phóng từ đâu và số lượng tham gia có sự khác biệt - được tuyên bố là 77, 98 và 114 chiếc. Mục tiêu là Cầu Tưởng Niệm ở Bangkok và một nhà máy điện chính. Quả bom rơi cách đó hai kilômét, không gây thiệt hại cho các công trình dân dụng, nhưng phá hủy một số tuyến tram và cả bệnh viện quân y Nhật Bản cùng trụ sở cảnh sát bí mật Nhật. Ngày 15 tháng 6 năm 1944, 68 chiếc B-29 cất cánh từ các căn cứ xung quanh Chengdu, 47 chiếc B-29 đã không kích Nhà máy Gang thép Hoàng gia tại Yawata, tỉnh Fukuoka, Nhật Bản. Đây là cuộc tấn công đầu tiên vào quần đảo Nhật Bản kể từ cuộc tấn công Doolittle vào tháng 4 năm 1942. Những mất mát đầu tiên của B-29 trong chiến đấu xảy ra trong cuộc tấn công này, với một chiếc B-29 bị hủy trên mặt đất bởi các máy bay chiến đấu Nhật Bản sau khi hạ cánh khẩn cấp ở Trung Quốc, một chiếc bị bắn hạ bởi đạn phòng không trên Yawata, và một chiếc khác, Stockett's Rocket (theo đại tá Marvin M. Stockett, chỉ huy máy bay) B-29-1-BW 42-6261, biến mất sau khi cất cánh từ Chakulia, Ấn Độ, vượt qua dãy Himalaya (12 người thiệt mạng, 11 thành viên phi hành đoàn và một hành khách). Cuộc tấn công này, gây thiệt hại ít đáng kể cho mục tiêu, chỉ có một quả bom đánh trúng nhà máy mục tiêu, gần như đã làm cạn kiệt nguồn nhiên liệu tại các căn cứ B-29 ở Chengdu, dẫn đến việc giảm tốc độ hoạt động cho đến khi nguồn cung nhiên liệu được bổ sung lại. Bắt đầu từ tháng 7, các cuộc tấn công vào Nhật Bản từ các căn cứ không quân Trung Quốc tiếp tục với mức độ tương đối thấp. Nhật Bản đã bị tấn công vào:
- 7 tháng 7 năm 1944 (14 chiếc B-29)
- 29 tháng 7 (hơn 70 chiếc)
- 10 tháng 8 (24 chiếc)
- 20 tháng 8 (61 chiếc)[25]
- 8 tháng 9 (90 chiếc)
- 26 tháng 9 (83 chiếc)
- 25 tháng 10 (59 chiếc)
- 12 tháng 11 (29 chiếc)
- 21 tháng 11 (61 chiếc)
- 19 tháng 12 (36 chiếc)
- 6 tháng 1 năm 1945 (49 chiếc)

B-29 đã rút khỏi các căn cứ không quân ở Trung Quốc vào cuối tháng 1 năm 1945. Trong thời gian trước đó, các cuộc tấn công bằng B-29 cũng đã được tiến hành từ Trung Quốc và Ấn Độ vào nhiều mục tiêu khác trong khu vực Đông Nam Á, bao gồm một loạt cuộc tấn công vào Singapore và Thái Lan. Vào ngày 2 tháng 11 năm 1944, 55 chiếc B-29 đã tấn công các khu vực trung chuyển hàng hóa tại khu vực Bang Sue ở Bangkok trong cuộc tấn công lớn nhất trong cuộc chiến. Bảy chiếc Nakajima Ki-43 "Hayabusa" của Lực lượng Không quân Hoàng gia Thái Lan (RTAF) từ Đội 16 Foong Bin và 14 chiếc Ki-43 của IJAAF đã cố gắng chặn đứng tấn công. Thượng úy Therdsak Worrasap của RTAF đã tấn công một chiếc B-29, gây thiệt hại, nhưng đã bị bắn hạ bằng lực lượng đáp trả. Một chiếc B-29 đã mất, có thể là chiếc bị hư hỏng bởi Thượng úy Therdsak. Vào ngày 14 tháng 4 năm 1945, cuộc tấn công B-29 thứ hai vào Bangkok đã phá hủy hai nhà máy điện quan trọng và là cuộc tấn công lớn cuối cùng được tiến hành chống lại các mục tiêu Thái Lan. Nỗ lực của B-29 dần được chuyển sang các căn cứ mới ở Quần đảo Mariana thuộc Khu vực Thái Bình Dương Trung tâm, với nhiệm vụ chiến đấu cuối cùng của B-29 từ Ấn Độ được thực hiện vào ngày 29 tháng 3 năm 1945.

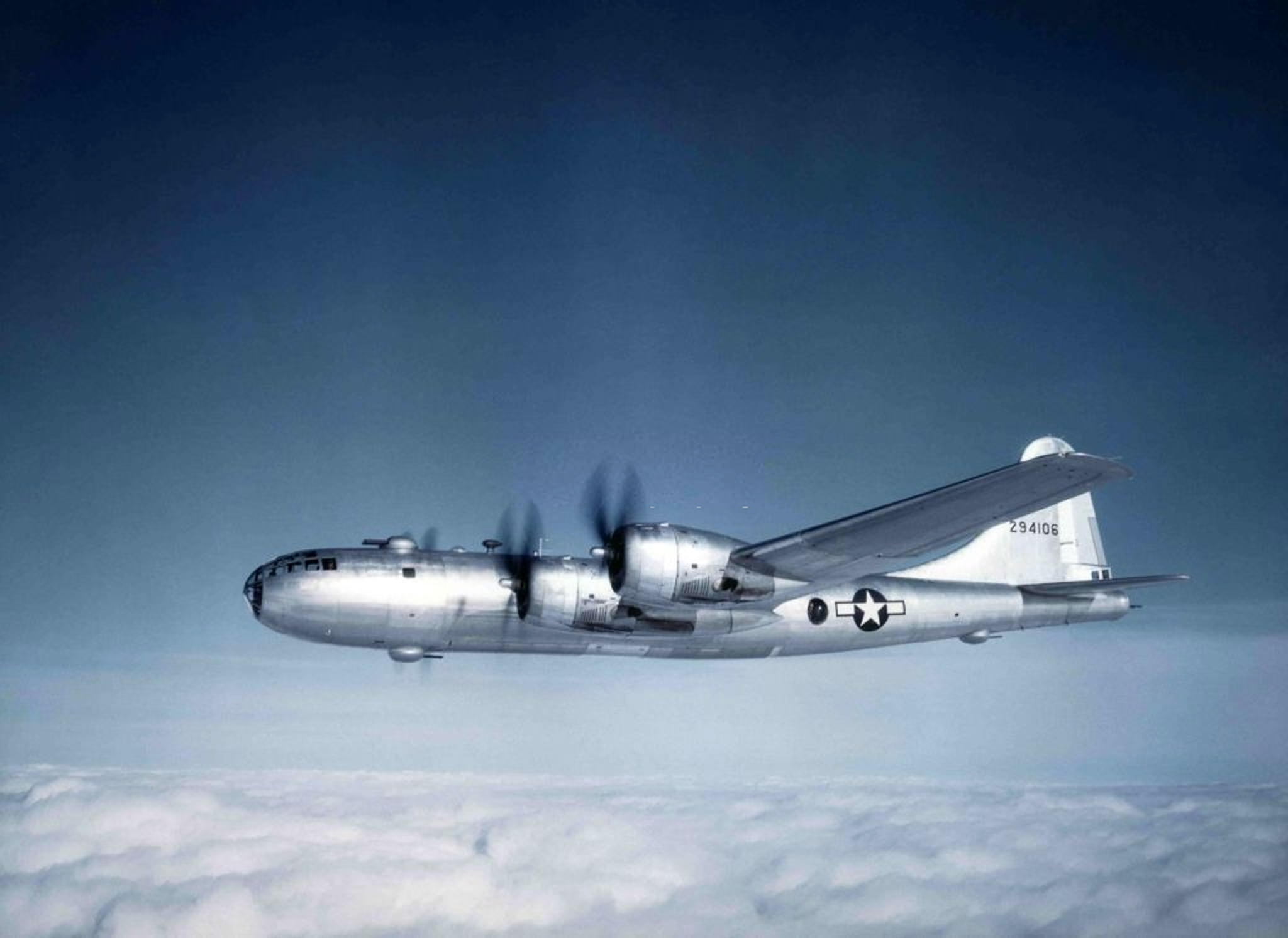
B-29A-30-BN, 42-94106, trong một cuộc tấn công xa trong cuối năm 1945.

#### Các căn cứ không quân mới trên Quần đảo Mariana
Ngoài các vấn đề về hậu cần liên quan đến hoạt động từ Trung Quốc, B-29 chỉ có thể tiếp cận một phần hạn chế của Nhật Bản khi bay từ các căn cứ Trung Quốc. Giải pháp cho vấn đề này là chiếm đóng Quần đảo Mariana, sẽ đưa các mục tiêu như Tokyo, cách khoảng 1500 dặm (2400 km) về phía bắc của Quần đảo Mariana, vào tầm tấn công của B-29. Hội đồng Chủ tịch Công đoàn đã đồng ý vào tháng 12 năm 1943 để chiếm đóng Quần đảo Mariana.
Lực lượng Mỹ tiến hành xâm lược Saipan vào ngày 15 tháng 6 năm 1944. Mặc dù bị một cuộc phản công của Hải quân Nhật Bản dẫn đến Trận Đại Tây Dương và có trận chiến dữ dội trên mặt đất, Saipan đã được bảo đảm vào ngày 9 tháng 7. Sau đó, tiếp tục tiến hành các hoạt động tại Guam và Tinian, cả ba đảo đều được kiểm soát vào tháng 8.
Đội quân xây dựng hải quân (Seabees) bắt đầu ngay lập tức xây dựng các căn cứ không quân phù hợp cho B-29, thậm chí trước khi chiến đấu trên mặt đất chấm dứt. Tổng cộng, đã xây dựng năm căn cứ không quân chính: hai trên đảo phẳng Tinian, một trên Saipan và hai trên Guam. Mỗi căn cứ đủ lớn để cuối cùng chứa một đội cánh bao gồm bốn nhóm đội bom, tổng cộng 180 chiếc B-29 cho mỗi căn cứ. Những căn cứ này có thể được cung cấp bằng tàu và, khác với các căn cứ ở Trung Quốc, không dễ bị tấn công bởi lực lượng đất địch Nhật Bản.
Các căn cứ này trở thành nơi khởi đầu cho các cuộc tấn công lớn của B-29 vào Nhật Bản trong năm cuối của cuộc chiến. Chiếc B-29 đầu tiên đã đến Saipan vào ngày 12 tháng 10 năm 1944, và nhiệm vụ chiến đấu đầu tiên được tiến hành từ đó vào ngày 28 tháng 10 năm 1944, với 14 chiếc B-29 tấn công atol Truk. Trong ngày 24 tháng 11 năm 1944, Đội cánh bom thứ 73 đã tiến hành nhiệm vụ đầu tiên tấn công Nhật Bản từ các căn cứ trên Quần đảo Mariana, gửi 111 chiếc B-29 tấn công Tokyo. Đối với cuộc tấn công đầu tiên vào thủ đô Nhật Bản kể từ cuộc tấn công Doolittle vào tháng 4 năm 1942, chỉ huy cánh bom thứ 73, Thiếu tướng Emmett O'Donnell Jr., đã đóng vai trò phi công chỉ huy nhiệm vụ trên chiếc B-29 Dauntless Dotty.
Chiến dịch tấn công bằng bom cháy bắt đầu với cuộc tấn công vào Kobe vào ngày 4 tháng 2 năm 1945, sau đó đạt đến đỉnh cao với cuộc tấn công bằng bom phá hủy nhất trong lịch sử (kể cả khi xem xét các cuộc tấn công hạt nhân được thực hiện sau đó vào Hiroshima và Nagasaki bằng máy bay Silverplate) vào đêm 9-10 tháng 3 năm 1945 tại Tokyo. Từ đó trở đi, các cuộc tấn công ngày càng gia tăng, được tiến hành đều đặn cho đến cuối cuộc chiến. Những cuộc tấn công đã thành công trong việc tàn phá hầu hết các thành phố lớn của Nhật Bản (trừ Kyoto và bốn thành phố được dành cho cuộc tấn công hạt nhân), và gây tổn hại nặng nề cho ngành công nghiệp chiến tranh của Nhật Bản. Mặc dù ít được công chúng nhận thức, việc đặt mìn tại các cảng và tuyến đường vận chuyển của Nhật Bản (Operation Starvation) do B-29 tiến hành từ tháng 4 năm 1945 đã làm giảm khả năng của Nhật Bản trong việc hỗ trợ dân cư và di chuyển quân đội.

#### Vũ khí hạt nhân
Chiếc B-29 nổi tiếng nhất là dòng máy bay Silverplate. Những chiếc máy bay này đã được sửa đổi một cách đáng kể để chở vũ khí hạt nhân. Có ý kiến nghiêm túc để sử dụng máy bay ném bom Lancaster của Anh, vì điều này sẽ đòi hỏi ít sự chỉnh sửa hơn.
Sự thay đổi đáng kể nhất là mở rộng kho chứa bom cho phép mỗi máy bay chở các loại vũ khí Thinman hoặc Fatman. Các máy bay ném bom Silverplate này khác biệt so với các chiếc B-29 khác đang phục vụ bằng việc trang bị hệ thống tiêm nhiên liệu và cánh quạt biến thiên. Ngoài ra, để làm cho máy bay nhẹ hơn, các chiếc B-29 Silverplate đã được gỡ bỏ toàn bộ súng, trừ những khẩu ở đuôi máy bay. Phi công Charles Sweeney cho rằng việc có cánh quạt biến thiên đã cứu Bockscar sau khi hạ cánh khẩn cấp tại Okinawa sau cuộc tấn công Nagasaki.

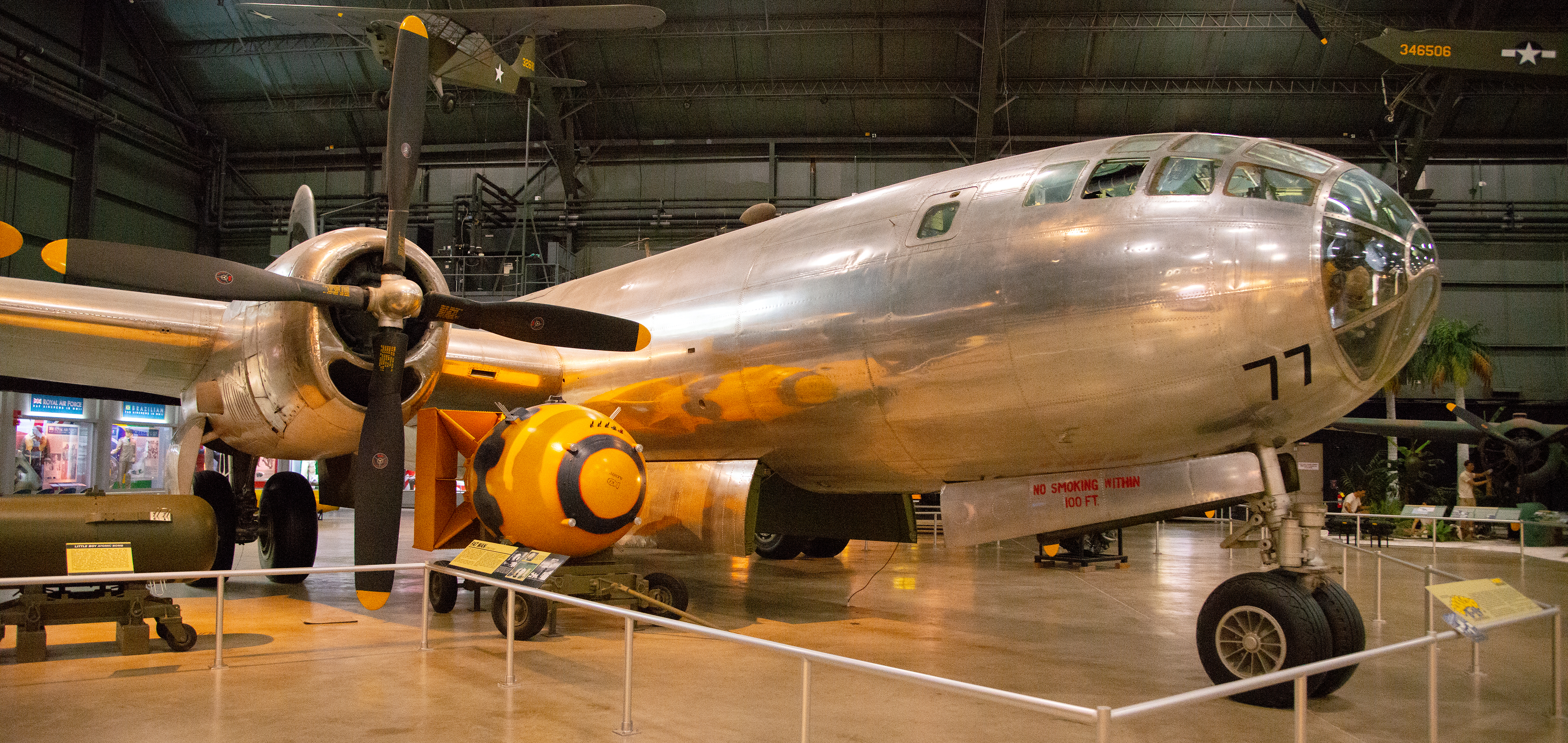
Bockscar và một vũ khí hạt nhân Mk III sau chiến tranh được sơn giống như quả bom Fat Man

Enola Gay, được lái bởi Đại tá Paul Tibbets, thả quả bom đầu tiên mang tên Little Boy xuống Hiroshima vào ngày 6 tháng 8 năm 1945. Enola Gay đã được phục hồi hoàn toàn và được trưng bày tại Trung tâm Steven F. Udvar-Hazy của Viện Bảo tàng Smithsonian, nằm ngoài sân bay Dulles gần Washington, D.C. Bockscar, do Thiếu tá Charles W. Sweeney điều khiển, thả quả bom thứ hai mang tên Fat Man xuống Nagasaki ba ngày sau đó. Bockscar được trưng bày tại Bảo tàng Quân khí Hoa Kỳ.
Sau khi Nhật Bản đầu hàng, được gọi là Ngày Chiến thắng Nhật Bản, B-29 được sử dụng cho các mục đích khác. Một số máy bay cung cấp thực phẩm và các nhu yếu phẩm cho các tù binh chiến tranh bằng cách thả thùng chứa thực phẩm xuống trại tù binh Nhật Bản. Vào tháng 9 năm 1945, một chuyến bay xa được thực hiện với mục đích quan hệ công chúng: Thiếu tướng Barney M. Giles, Curtis LeMay, và Emmett O'Donnell Jr. lái ba chiếc B-29 được sửa đổi đặc biệt từ căn cứ không quân Chitose ở Hokkaidō đến sân bay Chicago Midway ở Chicago, tiếp tục đến Washington, D.C., quãng đường không dừng xa nhất (khoảng 6400 dặm) đã được máy bay không quân Lục quân Hoa Kỳ bay và chuyến bay không dừng từ Nhật Bản đến Chicago lần đầu tiên trong lịch sử. Hai tháng sau đó, Đại tá Clarence S. Irvine chỉ huy một chiếc B-29 được sửa đổi khác, Pacusan Dreamboat, trong một chuyến bay phá vỡ kỷ lục xa nhất trên thế giới từ Guam đến Washington, D.C., đi được 7,916 dặm (12,740 km) trong 35 giờ, với trọng lượng cất cánh tối đa là 155.000 pound (70.000 kg). Gần một năm sau đó, vào tháng 10 năm 1946, cùng chiếc B-29 bay 9,422 dặm (15,163 km) không dừng từ Oahu, Hawaii, đến Cairo, Ai Cập, trong thời gian ít hơn 40 giờ, chứng minh khả năng định tuyến các hãng hàng không qua cực bắc.

#### B-29s ở Châu Âu và Úc
Mặc dù đã xem xét sử dụng ở các khu vực khác và được đánh giá ngắn gọn tại Vương quốc Anh, B-29 chỉ được sử dụng duy nhất trong Thế chiến II tại Chiến trường Thái Bình Dương. Sử dụng của YB-29-BW 41-36393, được gọi là Hobo Queen, một trong các máy bay kiểm tra dịch vụ được bay quanh một số căn cứ không quân Anh vào đầu năm 1944, là một phần của chương trình "thông tin sai lệch" từ việc nhắc đến nó trong tờ quảng cáo lưu trữ  bằng tiếng Đức của Đức từ ngày 29/2/1944, nhằm đánh lừa người Đức tin rằng B-29 sẽ được triển khai tới châu Âu.
Sau chiến tranh, chương trình hỗ trợ quân sự của Mỹ đã cho mượn RAF đủ số máy bay Superfortress để trang bị cho một số đội trực thăng của RAF Bomber Command. Máy bay được gọi là Washington B.1 trong dịch vụ của RAF và phục vụ từ tháng 3 năm 1950 cho đến khi các máy bay ném bom cuối cùng được trả lại vào đầu năm 1954. Việc loại bỏ máy bay này đã diễn ra do việc giao nhận các máy bay ném bom English Electric Canberra. Ba chiếc Washington được sửa đổi để thực hiện nhiệm vụ ELINT và một phiên bản máy bay ném bom tiêu chuẩn được sử dụng để hỗ trợ bởi No. 192 Squadron RAF đã bị bãi bỏ vào năm 1958 và được thay thế bằng máy bay de Havilland Comet.
Hai chiếc Washington B.1 của Anh đã được chuyển giao cho Royal Australian Air Force (RAAF) vào năm 1952. Chúng đã được gắn vào Aircraft Research and Development Unit và được sử dụng trong các cuộc thử nghiệm thực hiện thay mặt Bộ Quốc phòng Anh. Cả hai chiếc máy bay này đã được đặt trong kho lưu trữ vào năm 1956 và được bán vụn vào năm 1957.

### Tupolev Tu-4 Liên Xô

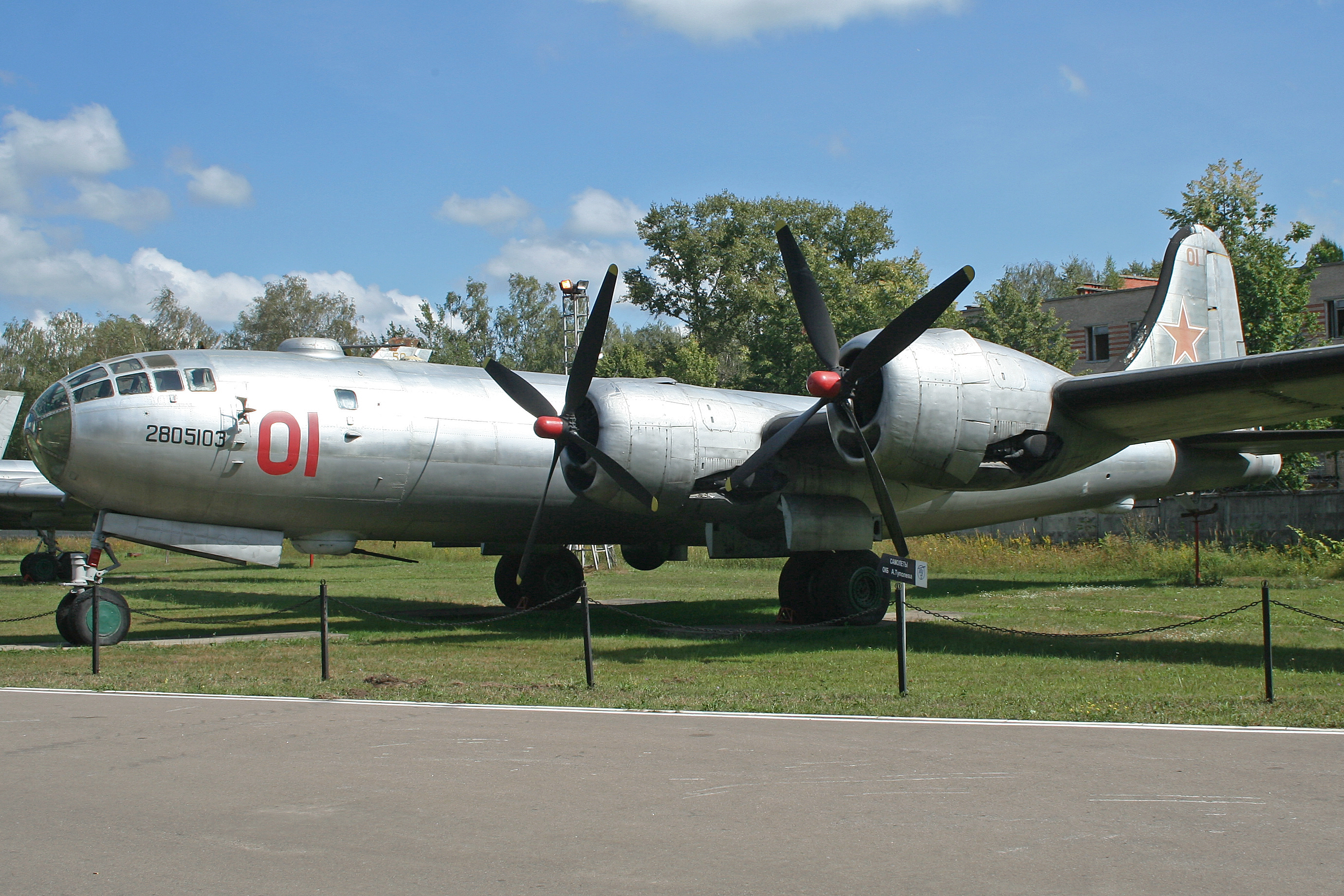
Tupolev Tu-4 tại Bảo tàng Không quân Trung ương Monino

Khi kết thúc Chiến tranh Thế giới II, sự phát triển của Liên Xô về máy bay ném bom nặng bốn động cơ hiện đại kém xa so với phương Tây. Petlyakov Pe-8 - chiếc máy bay ném bom nặng duy nhất được Không quân Liên Xô sử dụng - được thử nghiệm lần đầu vào năm 1936. Nhằm thay thế chiếc Tupolev TB-3 lỗi thời, chỉ có 93 chiếc Pe-8 được sản xuất trước khi kết thúc Chiến tranh Thế giới II. Trong giai đoạn từ năm 1944 đến 1945, bốn chiếc B-29 đã thực hiện hạ cánh khẩn cấp trên lãnh thổ Liên Xô sau khi thực hiện các cuộc không kích vào Manchuria của Nhật Bản và Nhật Bản. Theo đúng với chính sách trung lập của Liên Xô trong Chiến tranh Thái Bình Dương, dù Mỹ đã yêu cầu trả lại các máy bay, Liên Xô đã tạm giam các máy bay ném bom này. Thay vì trả lại các máy bay, Liên Xô đã đảo ngược kỹ thuật các chiếc B-29 Mỹ và sử dụng chúng làm mẫu cho Tupolev Tu-4.
Vào ngày 31 tháng 7 năm 1944, máy bay Ramp Tramp (số hiệu quân đội Hoa Kỳ 42-6256) thuộc Đơn vị Bộ binh 462 (Rất nặng) của Không quân Quân đội Hoa Kỳ đã bị chuyển hướng đến Vladivostok, Nga sau khi một động cơ hỏng và không thể đặt cánh quạt. B-29 này là một phần của cuộc không kích 100 máy bay vào nhà máy thép Showa của Nhật ở Anshan, Manchuria. Vào ngày 20 tháng 8 năm 1944, máy bay Cait Paomat (42-93829), bay từ Chengdu, đã bị hư hại do lực lượng phòng không bắn vào trong cuộc không kích nhà máy Gang Yawata. Do sự hư hỏng nặng nề, phi hành đoàn đã quyết định chuyển hướng đến Liên Xô. Máy bay đã rơi ở dãy núi Sikhote-Alin phía đông của Khabarovsk sau khi phi hành đoàn nhảy dù.
Vào ngày 11 tháng 11 năm 1944, trong một cuộc không kích ban đêm tại Omura, Kyūshū, Nhật Bản, General H. H. Arnold Special (42-6365) bị hư hỏng và buộc phải chuyển hướng đến Vladivostok ở Liên Xô. Phi hành đoàn đã bị giam cầm. Vào ngày 21 tháng 11 năm 1944, Ding Hao (42-6358) bị hư hỏng trong một cuộc không kích vào một nhà máy máy bay ở Omura và cũng bị buộc phải chuyển hướng đến Vladivostok.
Các phi hành đoàn của bốn chiếc B-29 này đã được cho phép trốn sang Iran do Mỹ kiểm soát vào tháng 1 năm 1945, nhưng không một chiếc B-29 nào được trả lại sau khi Stalin ra lệnh cho Tupolev OKB nghiên cứu và sao chép B-29 và sản xuất một mẫu thiết kế sẵn sàng cho việc sản xuất hàng loạt càng sớm càng tốt.
Do nhôm ở Liên Xô được cung cấp trong các độ dày khác nhau so với nhôm có sẵn ở Hoa Kỳ (đo lường theo hệ mét so với hệ Anh), toàn bộ máy bay đã phải trải qua quá trình cải tiến kỹ thuật đáng kể. Ngoài ra, Tupolev đã thay thế các phần cánh của Boeing bằng những mẫu cánh được ưa thích riêng của mình, và Liên Xô đã sử dụng động cơ xy lanh động cơ 18 xy lanh Wright R-1820 của họ, động cơ Shvetsov ASh-73 có công suất và dung tích tương đương với động cơ Duplex Cyclone của B-29 có sẵn để sử dụng trong thiết kế của họ. Vào năm 1947, Liên Xô ra mắt cả hai mẫu Tupolev Tu-4 (được mã hóa bởi NATO là Bull) và biến thể vận tải Tupolev Tu-70. Liên Xô sử dụng vị trí cảnh sát đuôi tương tự như B-29 trong nhiều máy bay ném bom và máy bay vận tải sau này.

### Chuyển giao cho Không quân Hoa Kỳ
Việc sản xuất máy bay B-29 đã được giảm dần sau Chiến tranh thế giới thứ hai, với chiếc cuối cùng được hoàn thành tại nhà máy Renton của Boeing vào ngày 28 tháng 5 năm 1946 (b29 blubrry). Nhiều máy bay đã được đưa vào kho lưu trữ, được xem là dư thừa và cuối cùng bị tiêu hủy. Những chiếc khác vẫn còn trong kho lưu trữ và trang bị cho Strategic Air Command khi nó được thành lập vào ngày 21 tháng 3 năm 1946. Đặc biệt, các máy bay đã được chỉnh sửa "Silverplate" thuộc Sư đoàn Kết hợp 509 vẫn là những chiếc duy nhất có khả năng mang bom nguyên tử, vì vậy đơn vị này đã tham gia vào loạt thử nghiệm Operation Crossroads, trong đó B-29 Dave's Dream đã thả một quả bom loại "Fat Man" trong thử nghiệm Able vào ngày 1 tháng 7 năm 1946.
Một số chiếc B-29, được trang bị hệ thống hút mẫu không khí qua bộ lọc, đã được sử dụng để giám sát các cuộc thử nghiệm vũ khí hạt nhân trên mặt đất của Mỹ và Liên Xô bằng cách lấy mẫu chất ô nhiễm phóng xạ trong không khí. Không quân Hoa Kỳ cũng đã sử dụng máy bay này để thám hiểm thời tiết xa (WB-29), thu thập tình báo tín hiệu (EB-29) và thám hiểm địa hình qua ảnh (RB-29).

### Chiến tranh Triều Tiên và sử dụng sau chiến tranh

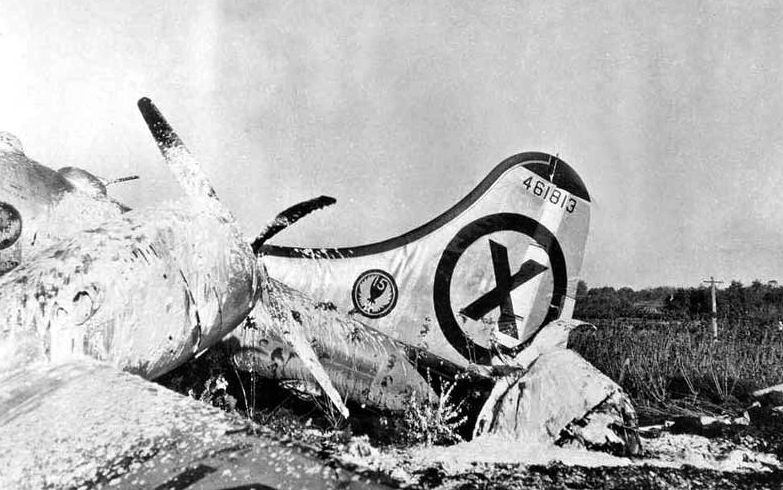
Một B-29 chuyên thám hiểm ảnh

bị rơi khi tiến hành hạ cánh cuối cùng tại Căn cứ Không quân Iruma, Nhật Bản, sau một cuộc tấn công bởi một số máy bay MIG-15 qua sông Yalu. Năm thành viên phi hành đoàn đã thiệt mạng. Súng đuôi đã bắn hạ một chiếc MIG, và các chiếc MIG còn lại đã bị máy bay hộ tống P-51 tấn công (ngày 9 tháng 11 năm 1950).]]

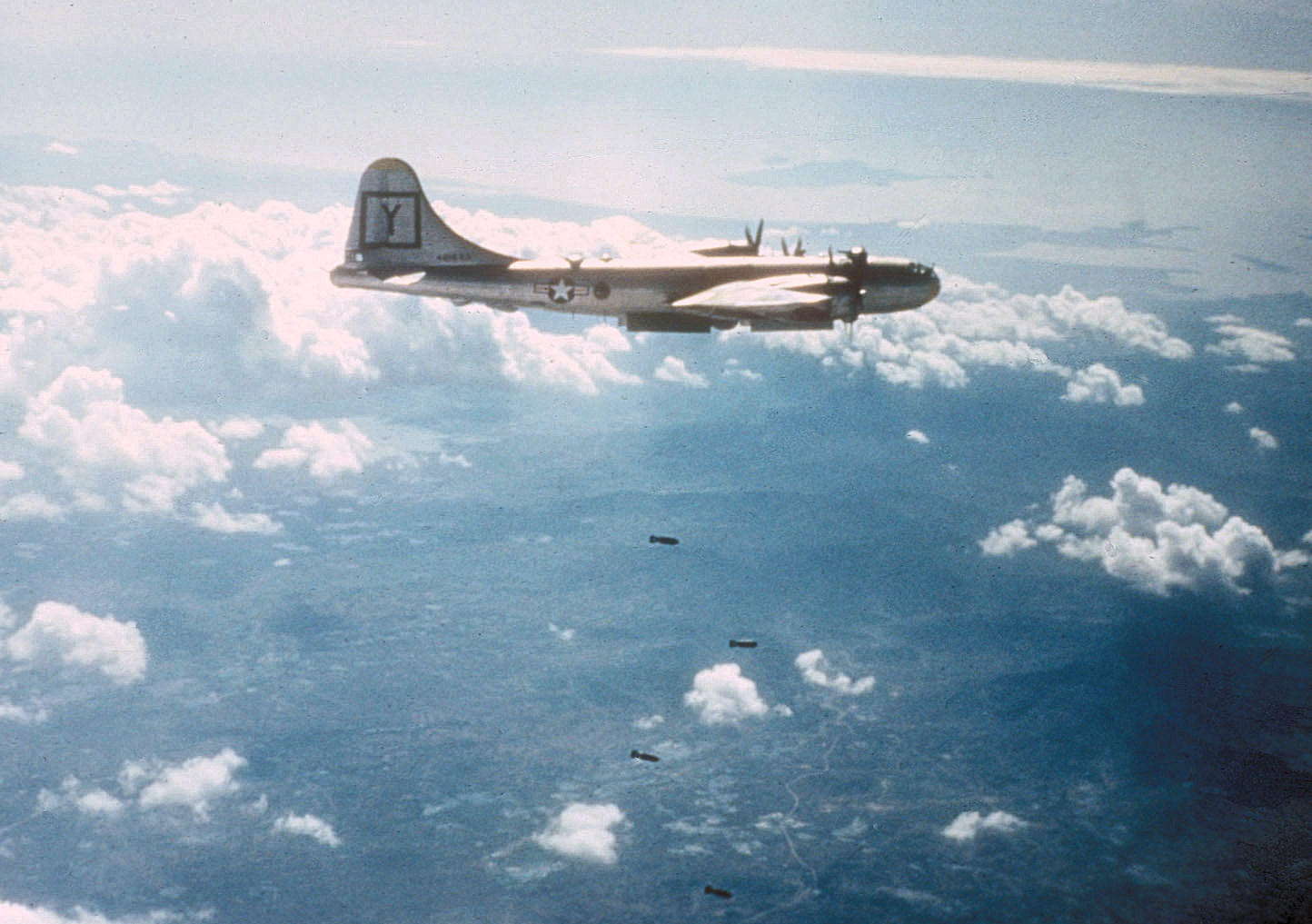
Một chiếc B-29 thuộc Nhóm Bom 307th thả bom vào một mục tiêu ở Triều Tiên, khoảng năm 1951

Máy bay B-29 đã được sử dụng trong giai đoạn 1950-1953 trong Chiến tranh Triều Tiên. Ban đầu, máy bay ném bom này được sử dụng trong các nhiệm vụ ném bom chiến lược ban ngày, mặc dù các mục tiêu chiến lược và các ngành công nghiệp của Bắc Triều Tiên đã bị tiêu diệt nhanh chóng. Quan trọng hơn, vào năm 1950, một số lượng lớn máy bay chiến đấu phản lực MiG-15 của Liên Xô xuất hiện trên không trường Triều Tiên, và sau khi mất 28 máy bay, các cuộc tấn công B-29 trong tương lai bị hạn chế chỉ là các nhiệm vụ ban đêm, chủ yếu để ngăn chặn cung cấp hậu quả.
Máy bay B-29 đã thả quả bom VB-3 "Razon" nặng 1.000 pound (phiên bản có thể điều chỉnh tầm xa của thiết bị hướng dẫn Azon trước đó) và quả bom VB-13 nặng 12.000 pound được điều khiển từ xa bằng sóng radio "Tarzon" theo hệ thống điều khiển từ xa MCLOS ở Triều Tiên, chủ yếu để phá hủy các cây cầu lớn, như cầu qua sông Yalu, và tấn công các con đập. Máy bay cũng được sử dụng để thả rất nhiều tờ rơi tại Bắc Triều Tiên, như trong Operation Moolah.
Một chiếc Superfortress thuộc Đội Không quân đoàn 91 thực hiện nhiệm vụ cuối cùng của máy bay B-29 trong chiến tranh vào ngày 27 tháng 7 năm 1953.
Trong suốt cuộc chiến tranh, các máy bay B-29 đã thực hiện 20.000 nhiệm vụ và thả 200.000 tấn bom. Súng phòng không trên B-29 đã được ghi nhận đã bắn hạ 27 máy bay địch. Trong khi đó, có 78 chiếc B-29 đã bị mất; 57 chiếc B-29 và các biến thể thám hiểm đã bị mất trong chiến đấu và 21 chiếc bị mất do không giao chiến.
Hồ sơ của Liên Xô cho thấy rằng một chiếc máy bay phản lực MiG-15 đã bị một chiếc B-29 bắn hạ trong chiến tranh. Sự việc này đã xảy ra vào ngày 6 tháng 12 năm 1950, khi một chiếc B-29 bắn hạ Đại úy N. Serikov.
Với sự xuất hiện của máy bay khổng lồ Convair B-36, B-29 đã được xếp loại lại là máy bay ném bom trung bình bởi Không quân. Phiên bản Superfortress sau này, B-50 (ban đầu được định danh là B-29D), đã có thể thực hiện các nhiệm vụ phụ như cứu hộ trên không biển, thu thập thông tin tình báo điện tử, tiếp nhiên liệu trên không (air-to-air refueling) và thám hiểm thời tiết.
Phiên bản B-50D đã được thay thế trong vai trò chính của nó vào đầu những năm 1950 bởi Boeing B-47 Stratojet, và sau đó là Boeing B-52 Stratofortress. Các biến thể KB-50 và WB-50 cuối cùng đã được loại bỏ khỏi dịch vụ hoạt động vào giữa những năm 1960, và chiếc cuối cùng đã nghỉ hưu vào năm 1965. Tổng cộng đã được xây dựng 3.970 chiếc B-29.

## Các biến thể

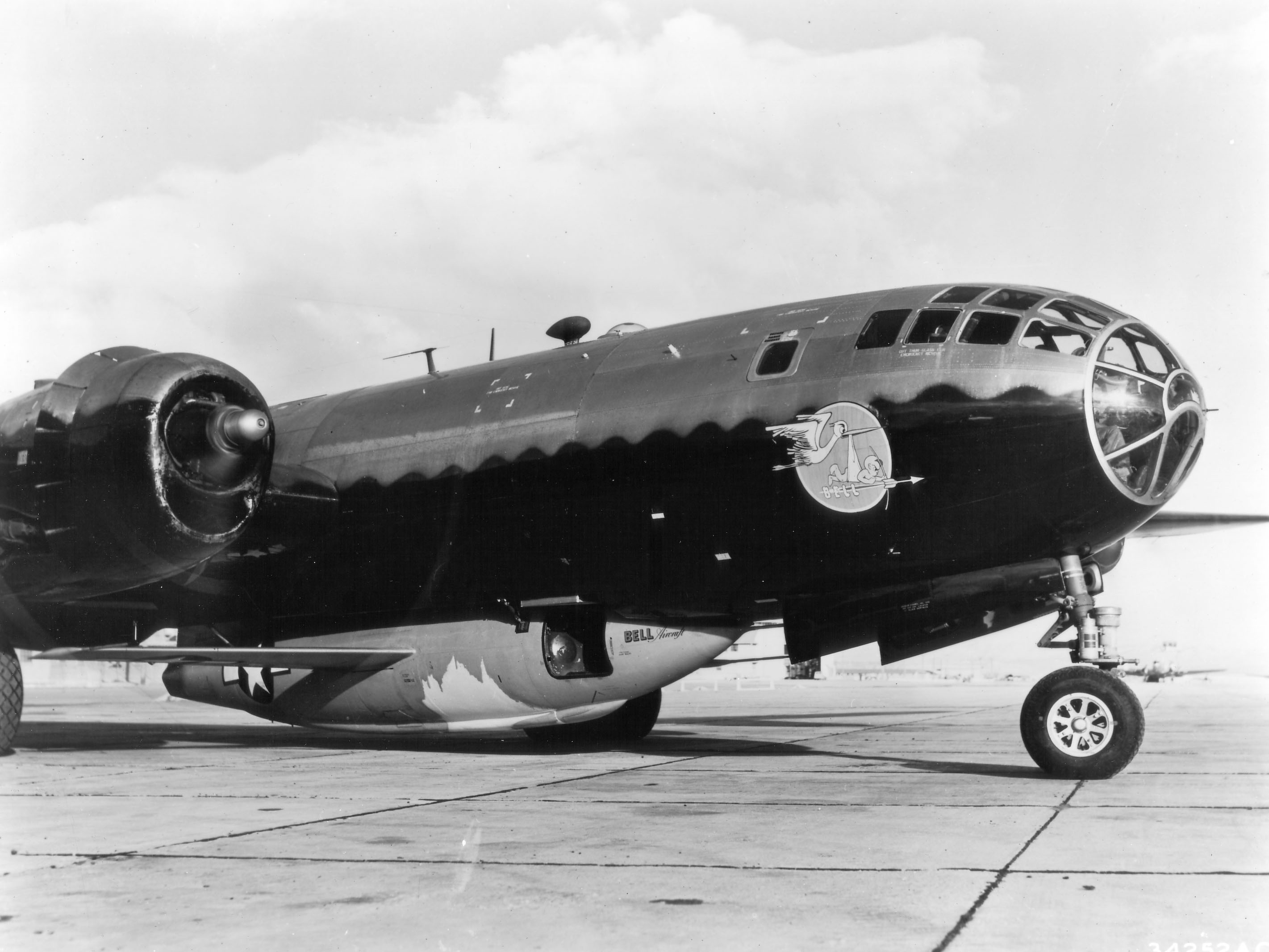
Bell X-1 đang được máy bay mẹ B-29 mang dưới bụng

Không giống nhiều máy bay khác được thiết kế cho một vai trò duy nhất, các biến thể của B-29 gần như giống hệt nhau. Các cải tiến được thực hiện giữa chiếc nguyên mẫu đầu tiên XB-29 đến 3 phiên bản dùng trong chiến đấu chỉ là những tiểu tiết, ngoại trừ những chiếc kiểu Silverplate được chế tạo cho Kế hoạch Manhattan. Những khác biệt lớn nhất là giữa những kiểu dùng trong những phi vụ không ném bom, như vận tải, tìm kiếm cứu nạn, quan sát thời tiết, huấn luyện, cũng như những vai trò hết sức đặc biệt như trạm tiếp sóng truyền hình trên không dưới tên Stratovision.
Một số B-29 cũng được cải tiến để là khung thử nghiệm cho các hệ thống mới hay các hoàn cảnh đặc biệt, bao gồm các hệ thống chữa cháy, hoạt động trong thời tiết lạnh, và trang bị nhiều cấu hình vũ khí khác nhau. Nhiều chiếc B-29 được cải tiến như KB-29 để thí nghiệm tiếp nhiên liệu trên không. Có lẽ thí nghiệm quan trọng nhất là do chiếc XB-29G thực hiện; nó mang những kiểu nguyên mẫu của động cơ phản lực trong khoang chứa bom, và hạ nó xuống giữa dòng không khí để thực hiện các đo đạc.

## Các nước sử dụng
ÚcHai chiếc từ năm 1952 đến 1957.
 Liên XôBa chiếc bị Liên Xô tịch thu, làm kiểu mẫu để chế tạo Tu-4.
 Anh Quốc88 chiếc từ 1950 đến 1955
 Hoa KỳToàn bộ số B-29 đã từng sản xuất.

## Đặc điểm kỹ thuật
Tham khảo: Quest for Performance

### Đặc tính chung
- Đội bay: 11 người (phi công chính, phi công phụ, kỹ sư, chuyên viên ném bom, hoa tiêu, điện báo viên, sĩ quan radar, xạ thủ súng máy (2), xạ thủ súng máy đuôi, xạ thủ súng máy trên).

- Chiều dài: 30,2 m (99 ft 0 in)
- Sải cánh: 43,1 m (141 ft 3 in)
- Chiều cao: 8,5 m (29 ft 7 in)

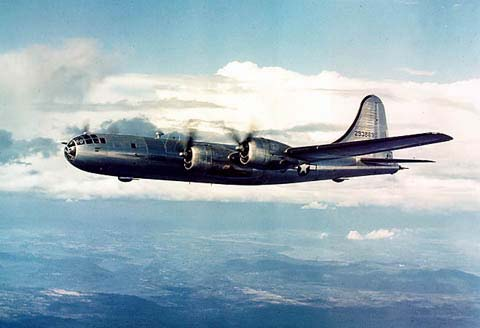
Boeing B-29 Superfortress

- Diện tích bề mặt cánh: 161,3 m² (1.736 ft²)
- Áp lực cánh: 337 kg/m² (69,12 lb/ft²)
- Diện tích cản: 3,82 m² (41,16 ft²)
- Hệ số nâng/lực cản: 0,0241
- Tỉ lệ dài/rộng cánh: 11,5
- Trọng lượng không tải: 33.800 kg (74.500 lb)
- Trọng lượng có tải: 54.000 kg (120.000 lb)
- Trọng lượng cất cánh tối đa: 60.560 kg (133.500 lb)
- Động cơ: 4 × động cơ Wright R-3350-23 bố trí hình tròn, turbo siêu tăng áp, công suất 2.200 mã lực (1.640 kW) mỗi động cơ

### Đặc tính bay
- Tốc độ lớn nhất: 574 km/giờ (310 knot, 357 mph)
- Tốc độ bay đường trường: 350 km/giờ (190 knot, 220 mph)
- Tốc độ chòng chành: 170 km/giờ (91 knot, 105 mph)
- Tầm bay tối đa: 9.000 km (4.900 nm, 5.600 mi)
- Bán kính chiến đấu: 5.230 km (2.820 nm, 3.250 mi)
- Trần bay: 10.200 m (33.600 ft)
- Tốc độ lên cao: 4,5 m/giây (900 ft/min)
- Tỉ lệ công suất/khối lượng: 0.121 kW/kg (0.073 hp/lb)
- Tỉ lệ lực nâng/lực cản: 16,8

### Vũ khí
- 12 × súng máy 12,7 mm Browning M2 trong những tháp điều khiển từ xa
- 1 × Pháo M2 20 mm gắn ở đuôi, được tháo bỏ không lâu sau khi đưa vào sử dụng
- 9.000 kg bom, có thể biến cải để mang được hai bom T-14 "Earthquake" 10.000 kg mỗi quả dưới cánh.

## B-29 Superfortress
Máy bay Boeing B-29 Superfortress đã đóng vai trò quan trọng trong một số bộ phim Hollywood, đặc biệt là Enola Gay, chiếc máy bay đã thả bom nguyên tử đầu tiên. Enola Gay được miêu tả trong Above and Beyond và The Beginning or the End.
Bộ phim Hollywood đầu tiên kể lại sự chuẩn bị cho các nhiệm vụ nguyên tử của 509th Composite Group là Above and Beyond, phát hành bởi MGM vào năm 1953, với Robert Taylor đóng vai Trung đoàn trưởng Paul Tibbetts, và Jim Backus đóng vai Tướng Curtis LeMay. Được quay tại Davis-Monthan Air Force Base.
B-29 cũng đóng vai chính trong bộ phim Disney năm 1980 The Last Flight of Noah's Ark.
Nhà làm phim cũng sử dụng chiếc B-29 duy nhất còn hoạt động được (FIFI) vào năm 1983 trong bộ phim The Right Stuff để tái hiện việc phóng tên lửa Bell X-1 cho chuyến bay siêu thanh đầu tiên.

## Nội dung liên quan

### Máy bay liên quan
- Boeing KB-29
- Boeing XB-39 Superfortress
- Boeing XB-44 Superfortress
- Boeing B-50 Superfortress
- Boeing C-97 Stratofreighter
- Boeing 377
- Tupolev Tu-4

### Máy bay tương tự
- Avro Lancaster
- Amerika Bomber
- Consolidated B-32 Dominator
- Douglas XB-31
- Heinkel He 277
- Junkers Ju 390
- Lockheed XB-30
- Messerschmitt Me 264
- Victory Bomber

### Trình tự thiết kế
- Quân sự: B-26 - XB-27 - XB-28 - B-29 - XB-30 - XB-31 - B-32

| - Boeing: 316 - 341 - 344 - | 345 (B-29) | - 367 - 377 - 400 |
| - Boeing: 316 - 341 - 344 - | 345 (B-39) | - 367 - 377 - 400 |
| - Boeing: 316 - 341 - 344 - | 345 (B-44) | - 367 - 377 - 400 |
| - Boeing: 316 - 341 - 344 - | 345 (B-50) | - 367 - 377 - 400 |

### Danh sách liên quan
- Danh sách máy bay chiến đấu
- Danh sách máy bay quân sự Hoa Kỳ
- Danh sách máy bay trong Chiến tranh Thế giới II
- Danh sách máy bay ném bom